# Ocricchio
Ocricchio è una frazione del comune di Norcia, in provincia di Perugia.
L'abitato è situato ad un'altitudine di 930 m s.l.m., a circa 7 km dal capoluogo comunale.
Conserva una pietra con iscrizione ("Priscae matri"), posta in via Caio Licinio. Due pietre formano un altare al centro della piazzetta sono chiamate dagli abitanti "Lu Parone".
La chiesetta intitolata all'Assunta, reca un portale datato al 1627, mentre il campanile è stato ricostruito come gran parte del borgo dopo il terremoto della Valnerina del 19 settembre 1979.
Su un'altura alle spalle del paesino è possibile scorgere le rovine del castello di Belvedere, dai quali si ammira un ampio panorama della piana di Norcia. Il castello costruito nel XIII secolo è stato abbandonato del tutto nella prima metà del XX secolo.
Tra l'abitato ed il castello c'era un altro borgo chiamato Colle d'Ocricchio, di cui non rimangono tracce, ma la cui presenza è testimoniata da numerose mappe geografiche del 600, abbandonato in seguito al terremoto del 1703.
La chiesa di Sant'Eutizio è stata gravemente danneggiata dal violento sisma del 30 ottobre 2016.